# Скорейко, Уильям
Уи́льям Скоре́йко (англ. William Skoreyko; 8 декабря 1922 года, Эдмонтон, Альберта, Канада   — 28 сентября 1987 года, Эдмонтон, Альберта, Канада)   — канадский предприниматель и политик украинского происхождения. Владелец СТО. Член Палаты общин Канады от округа Эдмонтон-Ист (1958—1979).

## Биография
Родился в 1922 году в Эдмонтоне, Альберта. Впервые баллотировался в Палату общин на федеральных выборах 1958 года, где победил действующего депутата Эмброуза Головача. На федеральных выборах 1962 года одержал победу над бывшим депутатом Джоном (Иваном) Дикуром и бывшим прокурором Альберты Люсьеном Мейнардом. На федеральных выборах 1963 года победил Мейнарда и будущего мэра Эдмонтона Айвора Дента. В 1965 году выиграл у Престона Мэннинга, сына тогдашнего премьера Альберты Эрнеста Мэннига и будущего лидера оппозиции Канады.
В 1979 году подал в отставку, проработав в парламенте в течение семи созывов Палаты общин. Его преемником в кресле депутата стал Уильям Юрко.